# Поховання Христа

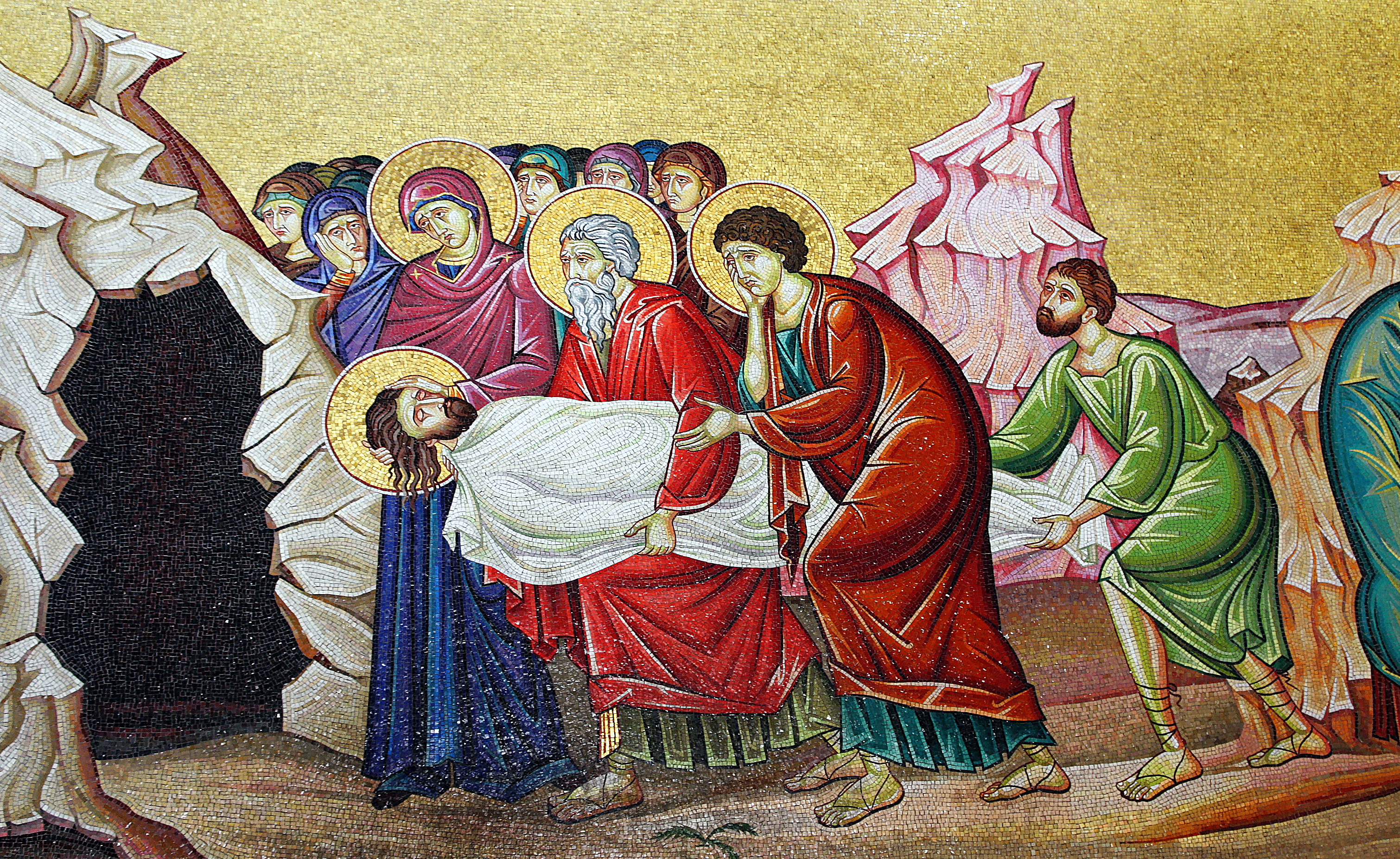
Редагування Поховання Христа, Один з розписів у Храм Гробу Господнього

Поховання Ісуса Христа — Євангельська розповідь про поховання учнями тіла Ісуса Христа після його хресної смерті, яка була ввечері Страсної п'ятниці. Епізод належить до числа Страстей Христових. Згідно з православним віровченням, після поховання тіла Христа його душа спустилася в пекло для перемоги над смертю і спасіння старозавітних праведників.
Про поховання Господа оповідають абсолютно згідно всі чотири Євангелісти, причому кожен повідомляє свої подробиці. Поховання відбулося при настанні вечора, але субота ще не настала, хоча і наближалася, тобто, треба думати, це було за годину або за дві до заходу сонця, з якої вже починалася субота. Це ясно вказують всі чотири Євангелісти: Мт. 27:57, Мк. 15:42, Лк. 23:54 й Ів. 19:42, а особливо підкреслюють св. Марко і Лука. Прийшов Йосип з Ариматеї, юдейського міста поблизу Єрусалима, член синедріону, як свідчить св. Марко, людина благочестива, потаємний учень Христовий, за свідченням св. Іоанна, який не брав участі в засудженні Господа (Лк. 23:51). Прийшовши до Пілата, він виклопотав у нього тіло Ісуса для поховання. За звичаєм римлян, тіла розп'ятих залишалися на хрестах де вони були здобиччю для птахів, але можна було, попросивши дозволу начальства, погребати їх. Пілат висловив подив з того, що Ісус вже помер, оскільки розп'яті висіли іноді по кілька днів, але, перевіривши через сотника, який засвідчив йому смерть Ісуса, наказав видати тіло Йосипові. За оповіданню св. Іоанна, прийшов і Никодим, що давніше приходив до Ісуса вночі (див. Ів. 3), Який приніс із склад із смирни і алое близько 100 фунтів. Йосип купив плащаницю — довге і цінне полотно. Вони зняли Тіло, намастили його, за звичаєм пахощами, обвили плащаницею і поклали в новій поховальній печері в саду Йосипа, що знаходилася неподалік від Голгофи. Позаяк сонце вже схилялося на захід, все робилося, хоча і старанно, але дуже поспішно. Приваливши камінь до дверей гробу, вони віддалилися. За всім цим спостерігали жінки, що стояли колись на Голгофі.
Іван Золотоустий, а за ним і бл. Феофілакт, вважають, що згадувана Євангелістами «Марія, Якова й Іосії мати», є Пресвята Богородиця, «оскільки Яків та Іосія були діти Йосипа від його першої дружини. А позаяк Богородиця називалася дружиною Йосипа, то по праву називалася і матір'ю, тобто мачухою дітей його». Однак, є інші думки, що це була Марія, дружина Клеопи, двоюрідна сестра Богоматері. Всі вони сиділи проти входу в печеру, як свідчить про те св. Матвій (Мт. 27:61), а потім, за свідченням св. Луки, повернувшись, приготували пахощів і мира, щоб по закінченні дня суботнього спокою прийти і помазати Тіло Господа, за юдейським звичаєм (Лк. 23:56). За переказом св. Марка, ці жінки, іменовані «мироносицями», купили аромати не в самий день поховання Господа, а після суботи, тобто в суботу ввечері. Тут не можна бачити протиріччя. У п'ятницю ввечері залишалося, очевидно, дуже мало часу до заходу сонця. Щось, що встигли, вони приготували ще в п'ятницю, а чого не встигли, закінчили в суботу ввечері.
Євангеліст Матей повідомляє ще про один важливу обставину, подію на другий день після поховання — «На другий день, що за п'ятницею», тобто в суботу, первосвященики та фарисеї зібралися до Пілата, не думаючи навіть про порушення суботнього спокою, і попросили його дати розпорядження про охорону гробу до третього дня. Своє прохання вони мотивували заявою: «Ми згадали, що той обманщик казав, ще будучи в живих, сказав: „після трьох днів воскресну“; тепер накажи стерегти аж до третього дня, щоб учні Його, прийшовши вночі, не вкрали Його і не сказали народові: „Воскрес із мертвих“; і буде останній обман гірше першого». «Першим обманом» вони називають тут те, що Господь Ісус Христос вчив про Себе, як про Сина Божого, Месію, а «останнім обманом» — проповідь про Нього, як про повсталого із гробу Переможця пекла і смерті. Цією проповіді вони боялися більше, і в цьому вони праві були, що показала і вся подальша історія поширення християнства. На це прохання Пілат відповів їм сухо: «Маєте варту; підіть, охороняйте, як знаєте». У розпорядженні членів синедріону перебувала на час свят сторожа з римських воїнів, якою вони користувалися, щоб помагали порядку і спокою, на увазі величезного збігу народу з усіх країн до Єрусалиму. Пілат пропонує їм, використавши цю варту, зробити все так, як вони самі хочуть, щоб потім вони нікого не могли звинувачувати ні в чому. «Вони пішли і поставили біля труни варту, і доклали до каменя печатку» — тобто, вірніше, камінь, яким він був закритий, шнуром і печаткою, у присутності варти, яка потім залишилася при гробі, щоб його охороняти.
Таким чином, найлютіші вороги Господа, самі того не підозрюючи, підготували незаперечні докази Його славного воскресіння з мертвих.

## Пояснення Євангельського тексту

### Від Марка
«Оскільки була п'ятниця» (вірш 42). Євангеліст Марк відзначає, чому Йосип поспішає зробити поховання Христа. Наступав вже вечір п'ятниці, залишалося лише дві-три години до початку суботи, коли за законом не можна вже було робити якісь роботи, навіть зняття з хреста. Крім того, початок суботи був в цей рік початком пасхального свята, а це тим більше змушувало поспішати із закінченням всякої роботи. 
«Поважний» (вірш 43) — правильніше: «людина заможна та шанована» (εὐσχήμων). 
«Член ради». Це вираз являє собою епітет який стоїть окремо. Він означає члена Синедріону. 
«Очікував Царства Божого» — Царства Месії, але, ймовірно, як славного, зовнішнього, політичного царства. Важливо, в усякому разі, те, що симпатизували новому Учителю не лише нижчі класи народу, а й знатні люди. 
«Сповнений хоробрості». Євангеліст Марк один відзначає цю рису характеру Йосипа. Боятися ж він міг не стільки Пілата, як своїх же товаришів по Синедріону, які, звичайно, не пробачили б йому заступництво за Христа, навіть тоді, коли це заступництво стосувалося лише права Христа на пристойне поховання. 
«дуже здивований...» (вірш 44). Розп'яті іноді мучилися на хресті по декілька днів, і тому здивування Пілата є природним.

### Від Луки
Про смерть і поховання Христа євангеліст говорить Лука загалом згідно з Марком (Мк. 15:33–47), втім, робить запозичення іноді й з іншого йому відомого джерела.
«І померкло сонце» (вірш 45). Згідно з Євангелієм від Луки, тьма, що настала близько шостої години, сталася від затемнення сонця, яке, очевидно, було чудесним, оскільки під час повного місяця, — а тоді був саме повний місяць, — звичайно сонячних затемнень не буває.
«Отче ! в руки Твої віддаю дух Мій» (вірш 46). Тільки один євангеліст Лука призводить цей вигук Христа, що являє собою повторення, в дещо зміненому вигляді, слів 30 псалма (Пс. 30:6). Господь вмирає з повною свідомістю, і Сам передає Свій дух Богу, позаяк зробив справу відкуплення Йому доручену.
«Побачив, що сталось» (вірш 47), тобто чуючи передсмертний вигук Христа і почувши Його останній подих, а не побачивши роздертої завіси (вірш 45), що для нього було неможливо.
«Прославив Бога». Прославив самою справою, через своє сповідання (порівняння Мк. 9:24). Однак євангеліст Лука вкладає в уста сотника тільки сповідання праведності, тобто невинності Христа, а не визнання Його Сином Божим, хоча не у власному розумінні цього слова (порівняння Мк. 15:39).
«Народ» (вірш 48), який раніше, будучи підбурений первосвящениками, вимагав Христу кари (вірші 4–5 , 13 , 18 , 21 , 23), тепер виявляє каяття, б'є себе в груди (порівняння Лк. 8:52), цим визнаючи себе винним у розп'ятті Христа (пор. Лк. 18:13). Причиною такої зміни, що сталася з народом, було те, що він бачив, що сталося, тобто все, що було при розп'ятті, і, зокрема, раптове затемнення сонця (вірш 45).
«Знали Його» (вірш 49) — це учні та інші послідовники Христа, які не ходили за Ним, а також жінки, що прийшли були з Ним із Галілеї (пор. Лк. 8:2). Вони побоювалися близько підійти до хреста, щоб не накликати на себе будь-яких підозр (розіпнутих іноді таємно викрадали з хрестом їхні родичі та друзі).
«не погоджувався з її рішенням про Ісусову страту» (вірш 51), тобто незгідний з рішенням Синедріону і образом дій членів Синедріону по відношенню до Христа.
«І наставала субота» (вірш 54). Субота наставала з вечора п'ятниці, близько шостої години вечора, з заходженням сонця. Таким чином, поховання Христа здійснене було перед самим настанням суботи.
«А жінки» (вірш 55), звичайно, пішли за Йосипом з Голгофи на місце поховання Христа.
«Повернувшись, вони наготували пахощів і мира» (вірш 56). Згідно з Євангелієм Марка, вони придбали аромати пізніше (Мк. 16:1). Євангеліст Лука тут точніше визначає час цієї покупки.

### Від Матфея
Єв. Іван (Ів. 19:31–37) перед тим розповідає про перебивання гомілок у розбійників і про проколення списом ребра Ісуса Христа. Цю розповідь синоптики пропускають. Наступний день — субота — день спокою. Вона починалася з «появою на небі трьох зірок», або приблизно з шести годин вечора за нашим рахунком. Це і був «другий» вечір, з якого з нагоди настання суботи припинялася всяка діяльність. Перший же вечір починався близько трьох або чотирьох годин після полудня. Проміжок між першим і другим ввечером називався часом «між вечорами». У цей час, якщо і був пасхальний день, дозволялося виконувати, принаймні, деякі роботи, що добре видно з Євангелій, які в сьогоденні, як і у всіх інших випадках, служать більше надійним історичним джерелом, ніж, наприклад, Талмуд. Йосип, по всій ймовірності, жив у Єрусалимі, хоча всі євангелісти і називають його людиною «з Аримафеї». Невідомо, яка Аримафея (Рама) тут мається на увазі: Рама в коліні Веніяминовому, або в коліні Єфремовому — батьківщині пророка Самуїла. За 1 Мак.2:34 Ймовірно — остання. Іоанн додає, що Йосип був таємним учнем Ісуса Христа — «зі страху від юдеїв».
Звичайно римляни залишали тіла страчених злочинців на хрестах і їх з'їдали ворони так що залишались тільки кості. Цього разу юдеї не хотіли залишити тіл на хрестах з нагоди настання великого дня — пасхальної суботи. Прохання Йосипа до Пілата, було в даному випадку погоджене із бажаннями самих юдеїв, і звичайно, Пілата, який знав, що віддав на страту невинну Людину. Таким чином, задоволення прохання Йосипа не могло зустріти перешкод ні з чийого боку. Він і Никодим хотіли тепер віддати останню шану своєму Вчителеві. Позаяк до настання суботи залишалося мало часу, то з похованням потрібно було поспішати.
Детальніше інших євангелістів розповідає про поховання Іоанн. Воно здійснилося звичайним способом. Вороги Христа заспокоїлися після Його страти і не приймали майже ніяких пересторог. Плащаниця по-грецьки у всіх синоптиків σινδών — тонка лляна або паперова матерія імпортного походження, що отримується з Індії («синд», «інд», «Індія») і, за свідченням Геродота («Історія» , II , 86), що вживалася у єгиптян (λούσαντες τὸν νεκρὸν κατειλίσσουσι πᾶν αὐτοῦ τὸ σῶμα σινδόνος βυσσίνης — омивши мертвого, обертають все тіло його лляною сорочкою). Цікаві обряди поховання у єгиптян, описані у Геродота, і можуть служити до пояснення євангельських місць. Порівнюючи відомості про поховання Христа з цими єгипетськими обрядами, можна прийти до висновку, що Йосип і Никодим мають намір набальзамувати тіло Христа.
Лука і Іоанн додають, що в цей гріб «ще ніхто не був покладений»; Матвій і Іоанн називають гріб новим. У цьому гробі Йосип хотів похоронити себе, чому у Матвія і зустрічаємо вираз: ἐν τῷ καινῷ αὐτοῦ μνημείῳ. Ймовірно, великий камінь, привалений до гробу був не поза ним, а в самій печері. Про це можна прочитати і зробити висновок з Ів. 20:1.

### Від Івана
Повідомляючи тут про зняття з хреста та поховання Христа, Іоанн до свідчень синоптиків (Мт. 27:57–60; Мк. 15:42–46; Лк. 23:50–53) робить деякі доповнення. Так, він один згадує про участь Никодима у похованні Христа (про Никодима див. Ін.3). Цей таємний послідовник Христа приніс величезну кількість ароматичних сполук, саме, суміш з мирової смоли та алойного дерева (порівн. Мк. 16:1), для того щоб в достатку намастити тіло, і похоронні пелени Христа, очевидно, Никодим хотів висловити своє велике благоговіння до Христа. Також є думка, що Іоанн хотів цією згадкою про двох видатних представників юдаїзма показати, що в їх особі всі юдеї віддає останні почесті своєму Цареві. 
Також один Іоанн зауважує, що гробниця Христового перебувала в саду. Чи не дає він натяк на те, що цей сад повинен з'явитися новим Едемом, де повсталий з гробу новий Адам Хрістос виступить у своїй прославленої людській природі, як колись також в саду вступив в життя древній Адам ? 
Тільки Іоанн зауважує, що Христа поховали в саду, що знаходився поблизу від місця розп'яття тому, що була п'ятниця юдейська. Цим він хоче сказати, що Йосип та Никодим поспішали з похованням Христа, щоб закінчити до настання суботи. Якби вони забрали тіло Христа куди-небудь подалі від Голгофи, то їх би застала субота і вони би порушили спокій суботнього дня.             

## Оригінальний текст
|  | Настав вечір. І оскільки це був день приготувань (день перед суботою), то Йосип з Ариматеї, сповнений хоробрості, пішов до Пилата й попросив віддати йому тіло Ісусове. Він був поважним членом ради юдейської, який також чекав на прихід Царства Господнього. Коли Пилат дізнався про смерть Ісуса, він був дуже здивований, що це трапилося так скоро, тож він покликав центуріона й запитав його, чи це було дійсно правдою. Вислухавши доповідь центуріона, він звелів віддати тіло Ісусове Йосипові. Йосип придбав лляне полотно й, знявши тіло Ісусове з хреста, загорнув Його в полотно й поклав до гробниці, що була висічена у скелі. Потім він прикотив величезний камінь і затулив ним вхід до склепу. Марія Маґдалена та Марія, Йосипова мати, бачили, де було поховано Ісуса. |

|  | Саме у той час, в Єрусалимі знаходився чоловік на ймення Йосип з юдейського міста Ариматея. Він був доброю і праведною людиною й також чекав на прихід Царства Божого. Йосип був членом ради юдейської та не погоджувався з її рішенням про Ісусову страту. Він пішов до Пилата й попросив, щоб йому віддали тіло Христа. Йосип зняв тіло Ісусове з хреста й, загорнувши у лляне полотно, поклав Його до нової гробниці, висіченої у скелі. Була п’ятниця, день приготувань, наближалася субота. Жінки, які супроводжували Ісуса від самої Ґалилеї, простежили за Йосипом й бачили, де було поховано Його. Вони повернулися додому й приготували мирро й похощі, аби намастити тіло Ісусове. В суботу жінки, згідно з законом Мойсея, відпочивали |

|  | А коли настав вечір, то прийшов муж багатий із Ариматеї, на ім'я Йосип, що й сам був навчався в Ісуса. Він прийшов до Пилата й просив тіла Ісусового. Пилат ізвелів тоді видати. І взяв Йосип Ісусове тіло, обгорнув його плащаницею чистою, і поклав його в гробі новому своїм, що був висік у скелі. До дверей гробових привалив він великого каменя, та й відійшов. Була ж там Марія Магдалина та інша Марія, що сиділи насупроти гробу. А наступного дня, що за п'ятницею, до Пилата зібралися первосвященики та фарисеї, і сказали: Пригадали ми, пане, собі, що обманець отой, як живий іще був, то сказав: По трьох днях Я воскресну. Звели ж гріб стерегти аж до третього дня, щоб учні Його не прийшли, та й не вкрали Його, і не сказали народові: Він із мертвих воскрес! І буде остання обмана гірша за першу… Відказав їм Пилат: Сторожу ви маєте, ідіть, забезпечте, як знаєте. І вони відійшли, і, запечатавши каменя, біля гробу сторожу поставили. |

|  | Згодом, Йосип із Ариматеї спитав у Пилата дозволу зняти Ісусове тіло з хреста. Він був учнем Ісуса, але тримав це в таємниці, бо боявся юдеїв. Отримавши дозвіл від Пилата, він пішов і зняв Ісусове тіло. З ним був і Никодим, котрий раніше приходив до Ісуса вночі. Він приніс із собою пахощів: суміш мирра з алое, літрів зі сто. І взявши Ісусове тіло, вони загорнули Його в лляне полотно, змащене пахощами; так ховають за юдейським звичаєм. Поруч із місцем, де розіп’яли Ісуса, був сад, а в саду тому була нова могила, в якій нікого не було поховано. Оскільки була п’ятниця і юдеї готувалися до суботнього свята, та й гробниця була поруч, Ісуса там і поклали. |